# Lac de Sanetsch

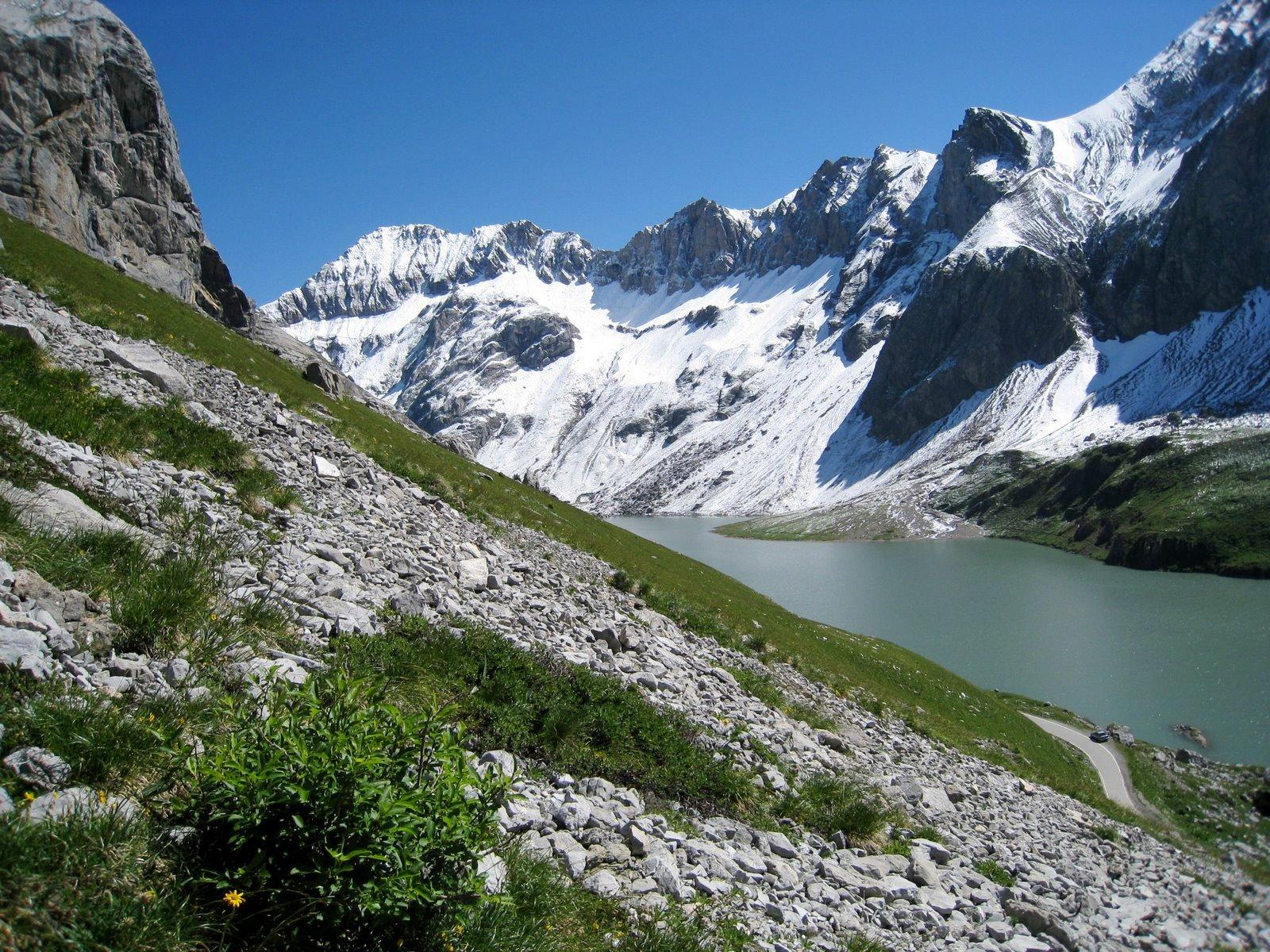
Jezioro Sanetsch

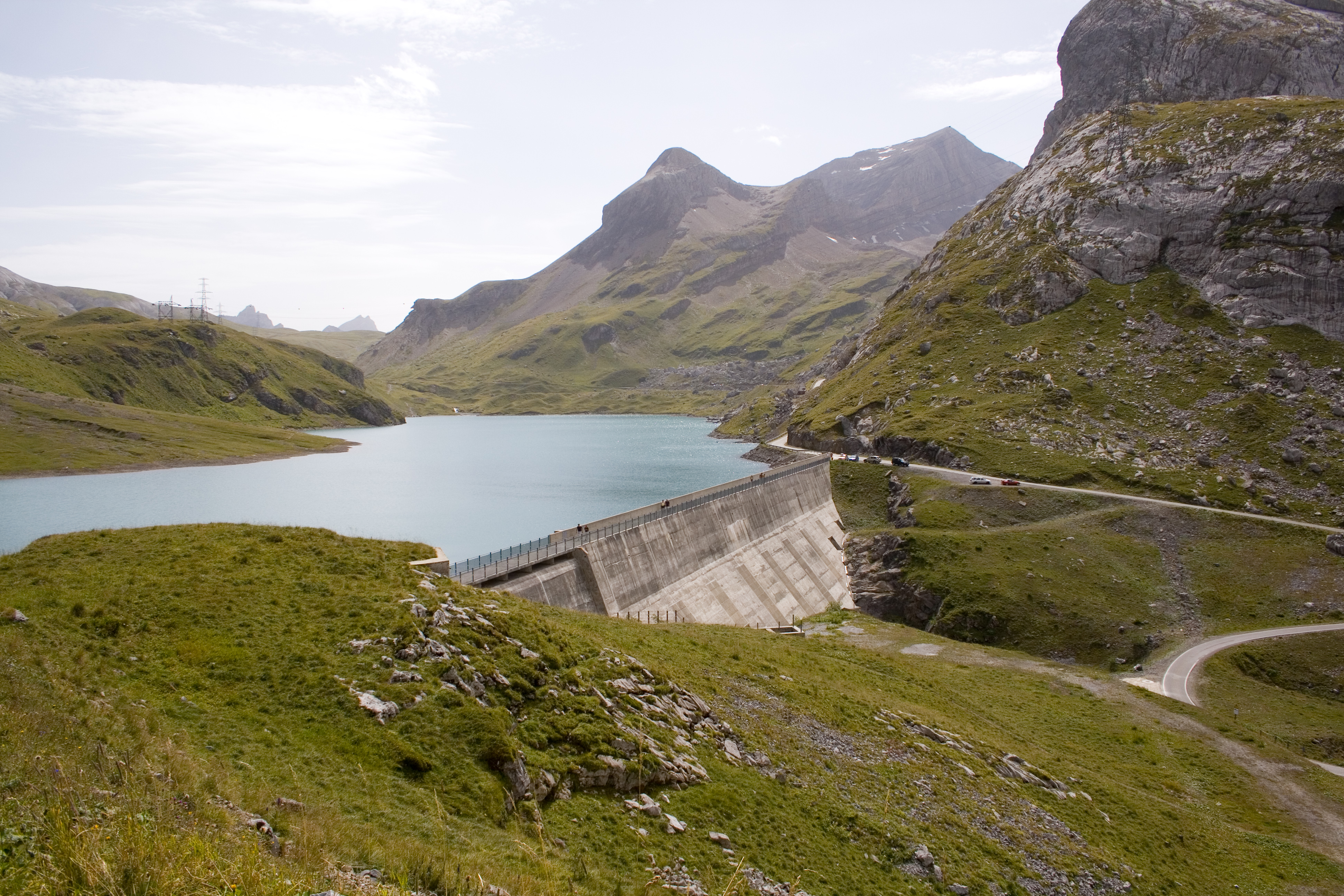
Jezioro Sanetsch od strony zapory

Lac de Sanetsch (fr. dawniej: Lac de Sénin, niem. Sanetschsee) – zbiornik zaporowy w Alpach Berneńskich w Szwajcarii, nieco poniżej przełęczy Sanetsch (po jej północnej stronie), powstały po przegrodzeniu źródłowego odcinka rzeki Sarine zaporą Sanetsch.

## Położenie
Zbiornik znajduje się na terenie wsi Savièse w dystrykcie Sion w kantonie Valais. Leży tuż po północnej stronie przełęczy Sanetsch. Jest dostępny drogą jedynie od południa, od strony doliny Rodanu przez wspomnianą przełęcz Sanetsch.

## Historia zbiornika
Pierwszy etap budowy zapory, piętrzącej wody zbiornika, miał miejsce w latach 1959-1963. Po wprowadzeniu zmian w projekcie, polegających na podwyższeniu zapory prace kontynuowano w latach 1964-1966.
W trakcie przygotowywania projektu zapory zbadano przepuszczalność dna przyszłego zbiornika oraz skał, na których będzie posadowiony fundament zapory. Założono możliwy wzrost przepuszczalności podłoża skalnego w wyniku wypełnienia zbiornika wodą i zwiększenia ciśnienia hydrostatycznego. Właśnie ze względu na niepewną sytuację geologiczną, zapora została zbudowana w dwóch etapach: po ukończeniu pierwszego etapu i wypełnieniu zbiornika zostały przeprowadzone niezbędne obserwacje i pomiary. Ich wyniki pozwoliły kontynuować budowę.
Obserwacje, prowadzone od momentu ostatecznego oddania zapory do eksploatacji wykazały, że warunki hydrogeologiczne pod dnem zbiornika są stabilne, a jednocześnie korzystniejsze niż zakładano na etapie planowania. Wielkość przesiąkania przez podłoże w przypadku maksymalnego wypełnienia zbiornika oszacowano na ok. 300 l/min.
Aktualna powierzchnia zbiornika wynosi 29,3 ha, a jego objętość użyteczna 2,6 mln m³. Maksymalna wysokość lustra wody 2034 m n.p.m. Powierzchnia zlewni powyżej zapory wynosi 10,7 km².

## Znaczenie turystyczne
W 1989 roku stara linowa kolej z czasów budowy zapory, wiodąca z Innnergsteig w dolinie Sarine, została zastąpiona nową, kabinową, ośmioosobową koleją linową, przeznaczoną dla ruchu turystycznego. Kolej ta jest ogólnodostępna w miesiącach letnich od 1994 roku. Od tego czasu okolice zbiornika są często odwiedzane przez turystów, zwłaszcza, że w sezonie kilkakrotnie w ciągu dnia z Sion, doliną Morge i przez przełęcz Sanetsch aż do zapory kursują także autobusy spółki CarPostal.